# Micaelamys
Micaelamys és un gènere de rosegadors de la família del múrids, que viuen a l'Àfrica del sud. Només està format per dues espècies, que segons algunes classificacions formen part del gènere Aethomys.